# Nederlands Studentenkampioenschap Theatersport
Het Nederlands Studentenkampioenschap Theatersport of NSK Theatersport is de belangrijkste wedstrijd op het gebied van improvisatietheater voor studenten in Nederland. De wedstrijd vindt jaarlijks plaats. Het toernooi wordt gespeeld volgens de richtlijnen van grondlegger Keith Johnstone. De jurering is vaak in handen van ervaren oud-deelnemers.
Het toernooi is begonnen in 1992 door de theatervereniging NEST van de Universiteit Twente als onderdeel van de Pythische Spelen. In 2020 kon het toernooi geen doorgang vinden in verband met de Belgische coronamaatregelen. In 2021 werd het toernooi voor het eerst buiten Nederland georganiseerd.
Theatersport kan zich verheugen in een toenemende populariteit. Nederland kent inmiddels een kleine 150 theatersportverenigingen. Sinds het ontstaan van televisieprogramma's als Glad IJs, De Lama's en De vloer op neemt dit aantal snel toe.

## Winnaars
| Jaar | Team                 | Vereniging                  | Stad                  |
| ---- | -------------------- | --------------------------- | --------------------- |
| 1992 | Smeerkaas            |                             | Maastricht            |
| 1994 | Pro Deo Jr.          | Pro Deo                     | Enschede              |
| 1995 | Moeders Mooiste      |                             | Leiden                |
| 1996 | Expreszo             | Expreszo                    | Hoorn                 |
| 1997 | Expreszo             | Expreszo                    | Hoorn                 |
| 1998 |                      | Pro Deo                     | Enschede              |
| 1999 |                      | Rataplan                    | Tilburg               |
| 2000 |                      | Buiten Bereik               | Nijmegen              |
| 2001 | What's up            |                             | Utrecht               |
| 2002 |                      | Pro Deo                     | Enschede              |
| 2003 |                      | Rataplan                    | Tilburg               |
| 2004 | Vaas voor de Boom    |                             | Zwolle                |
| 2005 |                      | Buiten Bereik               | Nijmegen              |
| 2006 | Tilburgs Tigers      |                             | Tilburg               |
| 2007 | Kaas uit het vuistje |                             | Groningen             |
| 2008 | De Jonge woudlopers  |                             | Zwolle                |
| 2009 | Hatsiflats           |                             | Leeuwarden, Groningen |
| 2010 | De Jonge Woudlopers  |                             | Zwolle                |
| 2011 | Bassen en Fugers     |                             | Utrecht               |
| 2012 | Niet komen opdagen   |                             | Utrecht               |
| 2013 | De Landrotten        |                             | Tilburg               |
| 2014 | Een Ander Team       |                             | Verschillende steden  |
| 2015 | De Landrotten        |                             | Tilburg               |
| 2016 | De Duitsers          |                             | Utrecht               |
| 2017 | Alter Ego            | Alter Ego                   | Utrecht               |
| 2018 | De Interventie       |                             | Utrecht               |
| 2019 | Fier Frienden        | Preparee                    | Leuven                |
| 2020 | Corona               | -                           | -                     |
| 2021 | ¡OEDORP              | Pro Deo                     | Enschede              |
| 2022 | TSGP                 | Theatersportgroep Parnassos | Utrecht               |
| 2023 | Opsmuk               | Doppio                      | Eindhoven             |
| 2024 | SOEP                 | Preparee                    | Leuven                |